# Estació de Prats de Molló
L'estació de Prats de Molló és una estació de ferrocarril, tancada, de la línia d'Arles a Prats de Molló, situada a Prats de Molló i la Presta, al Vallespir.
Es posà en servei el 1913 per la "Compagnie des chemins de fer des Pyrénées Orientales" (CFPO) i tancada al servei de passatgers el 1937 per la mateixa CFPO.

## Situació ferroviària
Situada a 728 mètres d'altitud, l'estació de Prats de Molló es troba al punt quilomètric (PK) 19.300 al final de la línia de ferrocarril d'Arles a Prats de Molló, després de l'estació de Tec.

## Història
Aquesta estació va entrar en servei el 1r agost de 1913 de Prats-de-Molló quan la "Compagnie des chemins de fer des Pyrénées Orientales" (CFPO) començà l'explotació de la línia des d'Arles a Prats. I va tancar el 1r de juny de 1937, quan la CFPO va decidir tancar-la a causa de la competència del transport amb vehicles.
El setembre de 2008, l'edifici de l'estació encara era dret i en bon estat de conservació. Al davant de l'edifici, al costat oposat a les antigues vies, avui hi ha una parada d'autobusos.